# Comunele Cehiei (R)
Aceasta este o listă a comunelor din Republica Cehă care încep cu litera R.
Această listă este generată cu date din Wikidata și este actualizată periodic de un robot.
 Editările făcute în listă vor fi șterse la următoarea actualizare!
| #   | Comună                       | Populație | Suprafață (km2) | District                       |
| --- | ---------------------------- | --------- | --------------- | ------------------------------ |
| 1   | Rožnov pod Radhoštěm         | 16.077    | 39,48           | districtul Vsetín              |
| 2   | Rakovník                     | 15.142    | 18,5            | districtul Rakovník            |
| 3   | Rokycany                     | 13.826    | 30,67           | districtul Rokycany            |
| 4   | Roudnice nad Labem           | 12.506    | 16,67           | districtul Litoměřice          |
| 5   | Rychnov nad Kněžnou          | 10.717    | 34,99           | districtul Rychnov nad Kněžnou |
| 6   | Rumburk                      | 10.679    | 24,72           | districtul Děčín               |
| 7   | Roztoky                      | 8.611     | 8,19            | districtul Praha-západ         |
| 8   | Rýmařov                      | 7.969     | 60,73           | districtul Bruntál             |
| 9   | Rychvald                     | 7.614     | 17,02           | districtul Karviná             |
| 10  | Rosice                       | 6.466     | 12,74           | districtul Brno-venkov         |
| 11  | Rousínov                     | 5.648     | 23,05           | districtul Vyškov              |
| 12  | Rudná                        | 5.090     | 8,2             | districtul Praha-západ         |
| 13  | Rožmitál pod Třemšínem       | 4.203     | 52,97           | districtul Příbram             |
| 14  | Rajhrad                      | 3.956     | 9,49            | districtul Brno-venkov         |
| 15  | Ratíškovice                  | 3.955     | 12,59           | districtul Hodonín             |
| 16  | Rájec-Jestřebí               | 3.672     | 15,67           | districtul Blansko             |
| 17  | Rohatec                      | 3.413     | 17,45           | districtul Hodonín             |
| 18  | Rapotín                      | 3.259     | 14,04           | districtul Šumperk             |
| 19  | Rtyně v Podkrkonoší          | 2.904     | 13,89           | districtul Trutnov             |
| 20  | Raspenava                    | 2.825     | 41,22           | districtul Liberec             |
| 21  | Rotava                       | 2.809     | 12,03           | districtul Sokolov             |
| 22  | Rychnov u Jablonce nad Nisou | 2.756     | 12,26           | districtul Jablonec nad Nisou  |
| 23  | Rokytnice nad Jizerou        | 2.537     | 36,94           | districtul Semily              |
| 24  | Rudolfov                     | 2.530     | 3,19            | districtul České Budějovice    |
| 25  | Ruda nad Moravou             | 2.514     | 24,98           | districtul Šumperk             |
| 26  | Rakvice                      | 2.162     | 21,79           | districtul Břeclav             |
| 27  | Ralsko                       | 2.114     | 170,23          | districtul Česká Lípa          |
| 28  | Raškovice                    | 2.009     | 8,62            | districtul Frýdek-Místek       |
| 29  | Rudník                       | 2.008     | 42,67           | districtul Trutnov             |
| 30  | Rokytnice v Orlických horách | 1.971     | 40,2            | districtul Rychnov nad Kněžnou |
| 31  | Rudoltice                    | 1.941     | 15,93           | districtul Ústí nad Orlicí     |
| 32  | Ratiboř                      | 1.818     | 18,75           | districtul Vsetín              |
| 33  | Radnice                      | 1.775     | 10,65           | districtul Rokycany            |
| 34  | Ronov nad Doubravou          | 1.746     | 17,01           | districtul Chrudim             |
| 35  | Ropice                       | 1.683     | 10,11           | districtul Frýdek-Místek       |
| 36  | Rožďalovice                  | 1.619     | 23,91           | districtul Nymburk             |
| 37  | Rokytnice                    | 1.519     | 8,06            | districtul Přerov              |
| 38  | Rajhradice                   | 1.514     | 5,46            | districtul Brno-venkov         |
| 39  | Rosice                       | 1.383     | 16,1            | districtul Chrudim             |
| 40  | Ráječko                      | 1.373     | 5,02            | districtul Blansko             |
| 41  | Roudné                       | 1.359     | 3,83            | districtul České Budějovice    |
| 42  | Rybitví                      | 1.321     | 5,25            | districtul Pardubice           |
| 43  | Radomyšl                     | 1.317     | 25,21           | districtul Strakonice          |
| 44  | Rovensko pod Troskami        | 1.309     | 12,81           | districtul Semily              |
| 45  | Rybí                         | 1.243     | 9,01            | districtul Nový Jičín          |
| 46  | Račice-Pístovice             | 1.220     | 18,88           | districtul Vyškov              |
| 47  | Radim                        | 1.216     | 5,03            | districtul Kolín               |
| 48  | Raduň                        | 1.192     | 8,02            | districtul Opava               |
| 49  | Radonice                     | 1.185     | 31,62           | districtul Chomutov            |
| 50  | Rouchovany                   | 1.161     | 24,77           | districtul Třebíč              |
| 51  | Rataje                       | 1.153     | 12,11           | districtul Kroměříž            |
| 52  | Radiměř                      | 1.151     | 28,58           | districtul Svitavy             |
| 53  | Radslavice                   | 1.142     | 7,02            | districtul Přerov              |
| 54  | Radonice                     | 1.074     | 4,77            | districtul Praha-východ        |
| 55  | Rozdrojovice                 | 1.061     | 2,84            | districtul Brno-venkov         |
| 56  | Roztoky u Jilemnice          | 1.052     | 13,04           | districtul Semily              |
| 57  | Rebešovice                   | 1.052     | 4,11            | districtul Brno-venkov         |
| 58  | Roztoky                      | 1.048     | 22,21           | districtul Rakovník            |
| 59  | Rynholec                     | 1.023     | 6,09            | districtul Rakovník            |
| 60  | Rudice                       | 979       | 4,96            | districtul Blansko             |
| 61  | Radvanice                    | 950       | 10,76           | districtul Trutnov             |
| 62  | Rádlo                        | 947       | 9,65            | districtul Jablonec nad Nisou  |
| 63  | Radostín nad Oslavou         | 926       | 15,48           | districtul Žďár nad Sázavou    |
| 64  | Rokytno                      | 917       | 10,85           | districtul Pardubice           |
| 65  | Růžďka                       | 902       | 18,54           | districtul Vsetín              |
| 66  | Racková                      | 859       | 11,18           | districtul Zlín                |
| 67  | Rosovice                     | 855       | 25,3            | districtul Příbram             |
| 68  | Rokytnice nad Rokytnou       | 838       | 8,08            | districtul Třebíč              |
| 69  | Rabštejnská Lhota            | 838       | 7,11            | districtul Chrudim             |
| 70  | Radějov                      | 834       | 24,11           | districtul Hodonín             |
| 71  | Rovensko                     | 827       | 7,43            | districtul Šumperk             |
| 72  | Rtyně nad Bílinou            | 818       | 8,79            | districtul Teplice             |
| 73  | Rybník                       | 812       | 11,13           | districtul Ústí nad Orlicí     |
| 74  | Rynoltice                    | 803       | 17,71           | districtul Liberec             |
| 75  | Rožná                        | 801       | 12,86           | districtul Žďár nad Sázavou    |
| 76  | Radostice                    | 778       | 4,36            | districtul Brno-venkov         |
| 77  | Ratibořské Hory              | 761       | 21,14           | districtul Tábor               |
| 78  | Ruda                         | 759       | 21,67           | districtul Rakovník            |
| 79  | Rudíkov                      | 727       | 7,07            | districtul Třebíč              |
| 80  | Rasošky                      | 720       | 5,51            | districtul Náchod              |
| 81  | Rozvadov                     | 718       | 54,94           | districtul Tachov              |
| 82  | Roštín                       | 701       | 18,03           | districtul Kroměříž            |
| 83  | Roudnice                     | 696       | 11,08           | districtul Hradec Králové      |
| 84  | Rašovice                     | 688       | 5,66            | districtul Vyškov              |
| 85  | Rozsochy                     | 684       | 15,65           | districtul Žďár nad Sázavou    |
| 86  | Roštění                      | 666       | 6,87            | districtul Kroměříž            |
| 87  | Rybniště                     | 663       | 12,71           | districtul Děčín               |
| 88  | Rapšach                      | 643       | 28,35           | districtul Jindřichův Hradec   |
| 89  | Rychnovek                    | 641       | 11,34           | districtul Náchod              |
| 90  | Rodvínov                     | 638       | 12,72           | districtul Jindřichův Hradec   |
| 91  | Ratenice                     | 638       | 4,73            | districtul Kolín               |
| 92  | Rynárec                      | 636       | 5,99            | districtul Pelhřimov           |
| 93  | Radošovice                   | 623       | 10,21           | districtul Strakonice          |
| 94  | Rozstání                     | 619       | 16,52           | districtul Prostějov           |
| 95  | Radešínská Svratka           | 617       | 6,99            | districtul Žďár nad Sázavou    |
| 96  | Rovečné                      | 615       | 11,74           | districtul Žďár nad Sázavou    |
| 97  | Rohov                        | 615       | 6,64            | districtul Opava               |
| 98  | Rohozná                      | 614       | 11,78           | districtul Svitavy             |
| 99  | Račiněves                    | 611       | 11,14           | districtul Litoměřice          |
| 100 | Rohle                        | 608       | 18,56           | districtul Šumperk             |
| 101 | Rychnov na Moravě            | 606       | 23,56           | districtul Svitavy             |
| 102 | Rohovládova Bělá             | 603       | 4,43            | districtul Pardubice           |
| 103 | Ryžoviště                    | 601       | 18,79           | districtul Bruntál             |
| 104 | Rymice                       | 599       | 5,52            | districtul Kroměříž            |
| 105 | Rybnice                      | 595       | 5,25            | districtul Plzeň-sever         |
| 106 | Ruprechtov                   | 594       | 11,47           | districtul Vyškov              |
| 107 | Rostoklaty                   | 585       | 7,03            | districtul Kolín               |
| 108 | Růžová                       | 583       | 17,87           | districtul Děčín               |
| 109 | Rokytnice                    | 575       | 9,98            | districtul Zlín                |
| 110 | Ratboř                       | 573       | 4,77            | districtul Kolín               |
| 111 | Roudná                       | 569       | 3,65            | districtul Tábor               |
| 112 | Ráby                         | 569       | 2,37            | districtul Pardubice           |
| 113 | Rozseč nad Kunštátem         | 565       | 6,13            | districtul Blansko             |
| 114 | Ročov                        | 553       | 12,52           | districtul Louny               |
| 115 | Rostěnice-Zvonovice          | 543       | 7,52            | districtul Vyškov              |
| 116 | Rusava                       | 540       | 12,05           | districtul Kroměříž            |
| 117 | Rataje nad Sázavou           | 538       | 13,3            | districtul Kutná Hora          |
| 118 | Rapotice                     | 537       | 4,14            | districtul Třebíč              |
| 119 | Razová                       | 529       | 31,88           | districtul Bruntál             |
| 120 | Rozsochatec                  | 518       | 9,25            | districtul Havlíčkův Brod      |
| 121 | Rájec                        | 516       | 4,91            | districtul Šumperk             |
| 122 | Radovesice                   | 506       | 5,1             | districtul Litoměřice          |
| 123 | Radovesnice II               | 503       | 12,84           | districtul Kolín               |
| 124 | Radenín                      | 502       | 26,93           | districtul Tábor               |
| 125 | Radkov                       | 501       | 15,37           | districtul Opava               |
| 126 | Radějovice                   | 500       | 5,09            | districtul Praha-východ        |
| 127 | Rpety                        | 489       | 5,93            | districtul Beroun              |
| 128 | Rajnochovice                 | 480       | 41,43           | districtul Kroměříž            |
| 129 | Rabí                         | 480       | 14,32           | districtul Klatovy             |
| 130 | Rybníky                      | 471       | 5,65            | districtul Příbram             |
| 131 | Rančířov                     | 467       | 6,46            | districtul Jihlava             |
| 132 | Rudice                       | 458       | 7,67            | districtul Uherské Hradiště    |
| 133 | Rantířov                     | 454       | 2,74            | districtul Jihlava             |
| 134 | Rybníky                      | 451       | 8,42            | districtul Znojmo              |
| 135 | Radostná pod Kozákovem       | 447       | 5,68            | districtul Semily              |
| 136 | Rožmitál na Šumavě           | 446       | 42,9            | districtul Český Krumlov       |
| 137 | Radim                        | 444       | 10,38           | districtul Jičín               |
| 138 | Radslavice                   | 431       | 4,35            | districtul Vyškov              |
| 139 | Ražice                       | 420       | 10,71           | districtul Písek               |
| 140 | Rokle                        | 415       | 13,57           | districtul Chomutov            |
| 141 | Račetice                     | 414       | 3,86            | districtul Chomutov            |
| 142 | Rohozná                      | 411       | 11,42           | districtul Jihlava             |
| 143 | Rybná nad Zdobnicí           | 411       | 9,17            | districtul Rychnov nad Kněžnou |
| 144 | Rakov                        | 406       | 4,98            | districtul Přerov              |
| 145 | Ruda                         | 399       | 13,03           | districtul Žďár nad Sázavou    |
| 146 | Rudka                        | 397       | 4,14            | districtul Brno-Rural          |
| 147 | Radimovice u Želče           | 395       | 4,49            | districtul Tábor               |
| 148 | Rašovice                     | 390       | 12,33           | districtul Kutná Hora          |
| 149 | Radošovice                   | 390       | 8,03            | districtul Benešov             |
| 150 | Radovesnice I                | 375       | 3,01            | districtul Kolín               |
| 151 | Rožmberk nad Vltavou         | 373       | 24,81           | districtul Český Krumlov       |
| 152 | Rožnov                       | 373       | 5,42            | districtul Náchod              |
| 153 | Rudná pod Pradědem           | 350       | 21,82           | districtul Bruntál             |
| 154 | Radimovice                   | 350       | 1,33            | districtul Liberec             |
| 155 | Raná                         | 346       | 7,04            | districtul Chrudim             |
| 156 | Radkovice u Hrotovic         | 343       | 15,3            | districtul Třebíč              |
| 157 | Račice                       | 343       | 5,3             | districtul Litoměřice          |
| 158 | Růžená                       | 336       | 5,51            | districtul Jihlava             |
| 159 | Rešice                       | 333       | 9,97            | districtul Znojmo              |
| 160 | Rokytá                       | 324       | 10,62           | districtul Mladá Boleslav      |
| 161 | Rozhraní                     | 319       | 4,07            | districtul Svitavy             |
| 162 | Rohozec                      | 312       | 5,31            | districtul Kutná Hora          |
| 163 | Rohoznice                    | 311       | 8,95            | districtul Jičín               |
| 164 | Radňovice                    | 309       | 3,87            | districtul Žďár nad Sázavou    |
| 165 | Ratměřice                    | 302       | 9,54            | districtul Benešov             |
| 166 | Rochlov                      | 302       | 4,61            | districtul Plzeň-sever         |
| 167 | Rovná                        | 301       | 44,11           | districtul Sokolov             |
| 168 | Rozhovice                    | 295       | 4,71            | districtul Chrudim             |
| 169 | Rohenice                     | 291       | 3,47            | districtul Rychnov nad Kněžnou |
| 170 | Roprachtice                  | 284       | 11,61           | districtul Semily              |
| 171 | Roupov                       | 283       | 7,08            | districtul Plzeň-jih           |
| 172 | Radvanice                    | 278       | 2,91            | districtul Přerov              |
| 173 | Rohoznice                    | 269       | 3,48            | districtul Pardubice           |
| 174 | Rohatsko                     | 269       | 1,92            | districtul Mladá Boleslav      |
| 175 | Rabyně                       | 268       | 15,89           | districtul Benešov             |
| 176 | Rybníček                     | 267       | 2,1             | districtul Vyškov              |
| 177 | Radvanec                     | 260       | 8,82            | districtul Česká Lípa          |
| 178 | Rouské                       | 260       | 5,31            | districtul Přerov              |
| 179 | Rudimov                      | 255       | 10,04           | districtul Zlín                |
| 180 | Raná                         | 247       | 12,34           | districtul Louny               |
| 181 | Rašov                        | 243       | 9,57            | districtul Brno-venkov         |
| 182 | Rejštejn                     | 239       | 30,43           | districtul Klatovy             |
| 183 | Rozstání                     | 239       | 7,4             | districtul Svitavy             |
| 184 | Roblín                       | 238       | 5,61            | districtul Praha-západ         |
| 185 | Radkov                       | 237       | 6,28            | districtul Jihlava             |
| 186 | Raková                       | 237       | 5,44            | districtul Rokycany            |
| 187 | Rohozec                      | 234       | 5,29            | districtul Brno-venkov         |
| 188 | Rovná                        | 233       | 4,34            | districtul Strakonice          |
| 189 | Radětice                     | 227       | 14,72           | districtul Tábor               |
| 190 | Roseč                        | 225       | 5,46            | districtul Jindřichův Hradec   |
| 191 | Radíč                        | 224       | 12,5            | districtul Příbram             |
| 192 | Rodinov                      | 222       | 6,08            | districtul Pelhřimov           |
| 193 | Rudolec                      | 221       | 9,38            | districtul Žďár nad Sázavou    |
| 194 | Raková u Konice              | 214       | 4,21            | districtul Prostějov           |
| 195 | Rakovice                     | 213       | 10,48           | districtul Písek               |
| 196 | Roudno                       | 207       | 22,2            | districtul Bruntál             |
| 197 | Radkova Lhota                | 205       | 2,1             | districtul Přerov              |
| 198 | Rataje                       | 199       | 10,77           | districtul Tábor               |
| 199 | Radošovice                   | 192       | 9,73            | districtul České Budějovice    |
| 200 | Radětice                     | 190       | 4,68            | districtul Příbram             |
| 201 | Radíkovice                   | 190       | 3,84            | districtul Hradec Králové      |
| 202 | Ryjice                       | 190       | 1,59            | districtul Ústí nad Labem      |
| 203 | Ratiboř                      | 179       | 11,68           | districtul Jindřichův Hradec   |
| 204 | Radčice                      | 178       | 1,84            | districtul Jablonec nad Nisou  |
| 205 | Radotín                      | 177       | 2,64            | districtul Přerov              |
| 206 | Rozkoš                       | 176       | 12,35           | districtul Znojmo              |
| 207 | Rejchartice                  | 174       | 6,8             | districtul Šumperk             |
| 208 | Radenice                     | 170       | 6,73            | districtul Žďár nad Sázavou    |
| 209 | Radkov                       | 167       | 5,38            | districtul Tábor               |
| 210 | Rataje                       | 166       | 4,49            | districtul Benešov             |
| 211 | Rozseč                       | 165       | 8,3             | districtul Jihlava             |
| 212 | Rušinov                      | 163       | 7,57            | districtul Havlíčkův Brod      |
| 213 | Rybník                       | 161       | 36,49           | districtul Domažlice           |
| 214 | Rokytovec                    | 161       | 5,34            | districtul Mladá Boleslav      |
| 215 | Radhošť                      | 160       | 4,8             | districtul Ústí nad Orlicí     |
| 216 | Radkov                       | 160       | 3,96            | districtul Žďár nad Sázavou    |
| 217 | Radostín                     | 159       | 4,33            | districtul Havlíčkův Brod      |
| 218 | Račice nad Trotinou          | 158       | 6,91            | districtul Hradec Králové      |
| 219 | Radošov                      | 158       | 6,41            | districtul Třebíč              |
| 220 | Radhostice                   | 156       | 10,4            | districtul Prachatice          |
| 221 | Račice                       | 156       | 9,83            | districtul Rakovník            |
| 222 | Radostín                     | 153       | 10,69           | districtul Žďár nad Sázavou    |
| 223 | Radíkov                      | 153       | 7,04            | districtul Přerov              |
| 224 | Radkovy                      | 152       | 2,53            | districtul Přerov              |
| 225 | Radkovice u Budče            | 151       | 5,31            | districtul Třebíč              |
| 226 | Rusín                        | 149       | 14,29           | districtul Bruntál             |
| 227 | Rudná                        | 149       | 6,61            | districtul Svitavy             |
| 228 | Radostov                     | 142       | 3,88            | districtul Hradec Králové      |
| 229 | Rochov                       | 141       | 3,3             | districtul Litoměřice          |
| 230 | Rozsíčka                     | 138       | 4,02            | districtul Blansko             |
| 231 | Račín                        | 136       | 7,96            | districtul Žďár nad Sázavou    |
| 232 | Radešín                      | 124       | 3,75            | districtul Žďár nad Sázavou    |
| 233 | Roubanina                    | 124       | 2,69            | districtul Blansko             |
| 234 | Rybné                        | 123       | 5,48            | districtul Jihlava             |
| 235 | Rokytňany                    | 120       | 4,96            | districtul Jičín               |
| 236 | Radkov                       | 117       | 6,64            | districtul Svitavy             |
| 237 | Rácovice                     | 114       | 7,21            | districtul Třebíč              |
| 238 | Rohy                         | 114       | 6,39            | districtul Třebíč              |
| 239 | Radotice                     | 111       | 4,78            | districtul Třebíč              |
| 240 | Roztoky u Semil              | 107       | 4,43            | districtul Semily              |
| 241 | Rousměrov                    | 106       | 5,44            | districtul Žďár nad Sázavou    |
| 242 | Rudlice                      | 104       | 3,81            | districtul Znojmo              |
| 243 | Rakousy                      | 104       | 1,4             | districtul Semily              |
| 244 | Radkovice                    | 102       | 3,32            | districtul Plzeň-jih           |
| 245 | Rodkov                       | 102       | 3,22            | districtul Žďár nad Sázavou    |
| 246 | Rakůvka                      | 101       | 2,89            | districtul Prostějov           |
| 247 | Rašín                        | 101       | 2,19            | districtul Jičín               |
| 248 | Radňoves                     | 98        | 2,73            | districtul Žďár nad Sázavou    |
| 249 | Rodná                        | 97        | 9,14            | districtul Tábor               |
| 250 | Rozseč                       | 92        | 2,02            | districtul Žďár nad Sázavou    |
| 251 | Račice                       | 88        | 3,61            | districtul Třebíč              |
| 252 | Radonín                      | 80        | 3,98            | districtul Třebíč              |
| 253 | Rojetín                      | 79        | 4,28            | districtul Brno-venkov         |
| 254 | Rybníček                     | 68        | 3,61            | districtul Havlíčkův Brod      |
| 255 | Rosička                      | 62        | 3,95            | districtul Jindřichův Hradec   |
| 256 | Radimovice u Tábora          | 61        | 2,67            | districtul Tábor               |
| 257 | Rovná                        | 59        | 4,31            | districtul Pelhřimov           |
| 258 | Rabakov                      | 55        | 2,08            | districtul Mladá Boleslav      |
| 259 | Rosička                      | 42        | 2,7             | districtul Žďár nad Sázavou    |
| 260 | Račice                       | 42        | 2,68            | districtul Žďár nad Sázavou    |
| 261 | Radějovice                   | 39        | 2,25            | districtul Strakonice          |